# アイス・ジョーズ
『アイス・ジョーズ』（英: Avalanche Sharks）は、2014年に公開されたカナダのテレビ映画。監督: スコット・ホイーラー、脚本: キース・ショウ。出演はケイト・ノタ、エミリー・アディソン、アレクサンダー・メンデラック、ミカ・ブルックス、ジャック・カリソン。

## あらすじ
マンモス・スキーリゾート。係員が人為的に起こした小雪崩がトーテムポールのようなものをなぎ倒し、背びれだけを地上に出し雪の中を進むサメのような謎の生物が現れた。立ち入り禁止地域に入り込んで雪崩に巻き込まれたスノーボーダー2人が最初の餌食となった。その後も次々に行方不明者が増えていったが、若者たちが浮かれる春休み期間でもあり、オーナーのラースも監視員のデイルもまともに取り合わなかった。25年前にもあった同様の事件や古くからの言い伝えを知る、ダフィー老人が警告しても狂人扱いされるだけであった。しかし実際にサメが人を襲う目撃証言が集まり出し、自らも目の当たりにするに至り保安官のアダムは客を避難させスキー場を封鎖すべきだと進言した。しかし町長は今は1年の内で最も稼ぎ時であるビキニ・イベントの真っ最中であり、そんな与太話の為に売り上げをふいにする訳にはいかないと一笑に伏した。オーナーや監視員も追従し、あまつさえ町長はアダムを解雇しデイルを後釜に据えるよう命じた。
この地の歴史に詳しい者の話をまとめると、怪物は滅ぼされた先住民族の怨念が凝結して生まれた「スカッカム」と呼ばれる霊的存在であるらしかった。従って銃などの物理攻撃は全く効果が無かった。ウェイドたち目撃者が何とか人々に真実を伝えて避難させようと苦心する間にも、怪物は徐々にロッジに近付き被害が拡大していった。5年前に町長に進められてここを買い取ったオーナーのラースも流石に看過出来ない状況となり、町長に電話して何か隠してないか問い質していた。デイルも異変を認めざるを得なくなり、目撃者たちと共に逃げようと提案する。その頃ヒロという日本人と思しき東洋人の女性スキーヤーが山の裏側に入る際に雪崩を引き起こし、更に被害が拡大する。遂にアダムがサメの犠牲となり、デイルやダフィーも重傷を負いウェイドたちは追い詰められていく。
最後にヒロが山の裏側にあった倒れたトーテムポール4本を立て直すと、スカッカム達は残らず消え去った。しかし緊迫したウェイドたちの状況とは対照的にヒロの動作は非常にのんびりしたものであり、全て立て直す間に更に何人かが犠牲になった。しかも立て直し方が不完全であったのかラストでトーテムポールの1本が再び倒れ、スカッカムが再度現れたところで終わる。

## キャスト
- アレクサンダー・メンデラック: ウェイド
- ケイト・ノタ: ダイアナ
- ベンジャミン・イースターデイ: ラース
- エリック・スコット・ウッズ: デイル
- ケレ・キャントウェル: マディソン
- リチャード・グリーソン: 保安官アダム
- エイミー・ニン: ヒロ
- ジェームズ・ウイメット: ダフィー
- ニコール・ヘレン: キャロル
- エミリー・アディソン: ジェナ
- マイク・ルジェーリ: ランディ
- エリン・ロス: レイシー
- パトリツィア・カヴァリエレ: カーラ
- マット・ガンサー（英語版）: スノーボーダー
- ヴィニー・ペテンゲイル: ハッカー
- リッチー・ミリオン・ジュニア: マイク（リチャード・ミリオン・ジュニア名義）
- エリカ・ジョーダン: バーブ（ヤスミン・イェガネ名義）
- ジョン・ハンドリーザー: ロス
- ヘイリー・スチュワート: ベッカ
- マイク・ケネディ: 市長（マイケル・ドストロー名義）
- ミカ・ブルックス: ローラ
- スペンサー・ブレナン: マック（クレジット無し）
- ジャック・カリソン: テッド（クレジット無し）
- ジーナ・ホールデン: 看護師（クレジット無し）
- ブレイク・ライスタッド: 日光浴客（クレジット無し）

## 製作
『シャークネード』の成功を受けてSyfyは続編の制作を発表し、ネット上では類似した殺人サメを期待する話題で盛り上がった。2013年10月、『ビーチ・シャーク』の続編としての映画が『Sharkalanche』の仮題で発表された。主演にはブルック・ホーガンを据える予定であったがホーガンのスケジュールが合わず、代わりにケイト・ノタがダイアナ役を演じる事となった。映画はカリフォルニア州のマンモス・スキーリゾートで撮影された。